# Hilara triangulata
Hilara triangulata är en tvåvingeart som beskrevs av Yang 1997. Hilara triangulata ingår i släktet Hilara och familjen dansflugor. Inga underarter finns listade i Catalogue of Life.